# Coelogyne fuerstenbergiana
Coelogyne fuerstenbergiana är en orkidéart som beskrevs av Rudolf Schlechter.
Coelogyne fuerstenbergiana ingår i släktet Coelogyne och familjen orkidéer. Artens utbredningsområde är Sumatera. Inga underarter finns listade i Catalogue of Life.